# Prolixandromyces
Prolixandromyces — рід грибів родини Laboulbeniaceae. Назва вперше опублікована 1970 року.